# استانیسواف گرولیتسکی
استانیسواف گرولیتسکی (لهستانی: Stanisław Grolicki؛ ‏ ۲ فوریهٔ ۱۸۹۲ – ۱ فوریهٔ ۱۹۴۷) بازیگر اهل لهستان بود.
از فیلم‌ها یا مجموعه‌های تلویزیونی که وی در آن‌ها نقش داشته‌است، می‌توان به سه قلب، پروفسور ویلچور، پان تفاردوفسکی، دختر ژنرال پانکراتوف و خانه‌به‌دوش اشاره نمود.